# Ferritslev
 Der er for få eller ingen kildehenvisninger i denne artikel, hvilket er et problem. Du kan hjælpe ved at angive troværdige kilder til de påstande, som fremføres i artiklen.

 Ikke at forveksle med Fjerritslev.
Ferritslev er en mindre by på det centrale Fyn med 1.043 indbyggere  (2025) i Rolfsted Sogn i Faaborg-Midtfyn Kommune.
I byen ligger blandt andet FJ Industries A/S (tidligere Ferritslev Jernvarefabrik), som med sine 150 ansatte er én af byens helt store arbejdspladser.
Ferritslev blev omtalt første gang omtalt i 1474 som "Færessløff". Antallet af gårde har svinget meget; der var i perioden 1610-1844 16-19 gårde i landsbyen.
Ferritslev lå indtil 2007 i den nord-østlige del af Årslev Kommune, og er i dag absolut et yderpunkt i Faaborg Midtfyns kommune.
Ferritslev råder over en række erhvervsdrivende, en Superbrugs, en Coop365, et moderne lægehus med unge læger, en køreskole, en grillbar, et pizzeria, et bilværksted og en lang række håndværkere,  et fritids- og kulturhus, en friskole, to børnehaver og et plejecenter.
I Ferritslev findes hovedsædet for Marius Pedersen A/S, som er grundlagt netop her.
Ferritslev ligger meget tæt på naturperlen Tarup-Davinde, som er et stort aktiv for området med en masse muligheder for fritidsaktiviteter.
Byen ligger 15-20 min kørsel fra Odense bymidte.